# بحيرة اريفاكا
بحيرة اريفاكا تقع بحيرة في جنوب ولاية اريزونا ، 60 ميلا (97 كم) جنوب توكسون بالقرب من اريفاكا، أريزونا. في منتصف عام 1999، كانت هناك مجموعه تقتل الأسماك في هذه البحيرة بسبب نضوب الأوكسجين.

## وصلات خارجية
- Arizona Fishing Locations Map
- Arizona Boating Locations Facilities Map
- Video of Arivaca Lake

‌